# Application de la thérapie centrée sur les émotions aux troubles du comportement alimentaire
La thérapie centrée sur les émotions ou emotionally focused therapy (EFT) est un dispositif mis en place par Johnson et Greenberg, initialement et principalement utilisé dans le cadre des thérapies conjugales. Aujourd’hui elle s’est élargie aux thérapies individuelles et familiales. L’EFT s’appuie sur la théorie de l’attachement de Bowlby, selon laquelle l’attachement est le précurseur de toute relation sociale. Cette thérapie permet ainsi d’améliorer le sentiment de sécurité lié à l’attachement pour optimiser les relations sociales et contribuer au bon fonctionnement métabolique. 
L'EFT est donc utilisée par certains psychologues dans le traitement des troubles du comportement alimentaire (aussi appelés trouble des conduites alimentaires ; TCA). En effet, il a été observé que les patients souffrant de ces troubles avaient des déficits dans la régulation de leurs émotions. Ainsi, afin de réduire les symptômes admis dans les TCA, les thérapeutes privilégient un travail sur les émotions et leur expression en s’appuyant sur la théorie de l’attachement.

## Thérapie centrée sur les émotions (EFT) et théorie de l'attachement

### La thérapie centrée sur les émotions (EFT)
L’EFT se concentre sur l’expérience cognitive et interpersonnelle. Elle met du sens sur les expériences de vie et crée de nouveaux schémas émotionnels afin de remplacer ceux qui perturbent le patient. Son but principal est d’abolir les émotions secondaires pour retrouver des émotions primaires considérées comme plus saines, notamment dans le cadre des TCA. 
Les émotions primaires sont innées et renvoient aux réponses spontanées telles que la peur, la colère, la joie et la tristesse qui sont essentielles à notre survie,. Alors que les émotions secondaires sont apprises socialement et n’ont pas de fonction adaptative. Elles interviennent dans le cas où l’émotion primaire n’est pas acceptable  et prennent le pas sur elle. 
L'EFT propose aux patients de se concentrer sur les émotions primaires telles que la peur ou la colère, et d’abandonner les émotions secondaires à l’origine du trouble, telles que le désespoir ou la honte. Pour cela, la thérapie repose principalement sur l’écoute de soi et de ses émotions, ainsi que leur expression, leur tolérance et leur régulation associées. Ces différents processus impliquent donc une réorganisation cognitive. 
La première étape de la rencontre thérapeutique doit permettre d’identifier le problème,. Pour cela, le thérapeute écoute le patient, relève l'identification qu’il fait de sa problématique, ses modes d'attachement et de relation, la façon dont il gère ses émotions et en identifie les aspects problématiques, puis propose un suivi thérapeutique adapté à ses problèmes et guide l’intervention en se concentrant sur les processus intra-individuels et interindividuels.
Il est primordial que le thérapeute adopte une position empathique afin que le patient se sente en confiance, et puisse parler librement de ses expériences de vie et de ses émotions. De plus, le thérapeute doit évaluer le fonctionnement du patient dans le but de comprendre ses processus internes. Cette évaluation lui permettra de moduler l’intervention thérapeutique selon le fonctionnement et les besoins de chacun.

### L'attachement dans le cadre de l'EFT
La théorie de l'attachement  suggère que l’être humain possède un système psychobiologique inné. Ce système le pousserait à rechercher des liens de proximité avec les personnes qu'il considère comme ses figures d’attachement, pour répondre à ses besoins élémentaires dans un premier temps (i.e., nourrir et prendre soin d'un nourrisson), puis pour répondre à un besoin de sécurité affective. Selon la relation entretenue avec les figures d’attachement, la personne aura un type d’attachement spécifique qui aura un impact sur les attachements futurs tout en se modulant.
L'attachement durant l’enfance permet la construction de différents schémas émotionnels grâce aux interactions avec l’environnement. Par exemple, si le parent apprend à l’enfant (même implicitement) que pleurer est un signe de faiblesse, l’enfant va inhiber ses larmes lorsqu’il ressentira de la tristesse. Cependant, l’inhibition des émotions primaires est inadéquate pour leur gestion. L’émotion peut alors devenir intolérable pour la personne, en raison de son incapacité à l’exprimer. 
Il existe deux types d’orientation d’attachement : l'attachement sécurisé et l'attachement non-sécurisé.
Lorsque la figure d’attachement répond régulièrement et avec sensibilité aux besoins de la personne, un style d’attachement « sécurisé » sera alors construit. Des stratégies pour faire face aux menaces et réguler les émotions négatives seront donc apprises. Les personnes ayant un style d’attachement sécurisé vont généralement avoir une grande estime de soi, ils font confiance aux autres et perçoivent le monde comme un lieu relativement sûr.
Cependant, les personnes confrontées à des figures d’attachement non-disponibles et peu fiables vont devenir méfiantes à l’idée de dépendre des autres, et auront un attachement dit « non-sécurisé ». Ces personnes vont adopter des stratégies de régulation des émotions caractérisées par la distanciation sociale, l’évitement et l’indépendance. Cependant, l’évitement des liens sociaux chez les personnes ayant un attachement non-sécurisé par rapport aux personnes ayant un attachement sécurisé, pourrait conduire à un besoin plus important des ressources métaboliques librement disponibles.
Afin de démontrer cette relation entre l’attachement et l’alimentation, plusieurs études ont été menées. L’une d’entre elles a examiné le lien entre le type d’attachement, la manipulation d’un état asocial et la consommation d’aliments riches en sucre. Il en ressort qu’un attachement non-sécurisé (i.e., un fort taux d’évitement) est lié à une plus grande consommation d'aliments riches en sucre. Ainsi, l’évitement social et la tendance à vouloir conserver son indépendance sont compensés par le maintien d’un taux de glucose plus élevé dans le sang (donc une consommation plus riche en sucre). Ce qui suggère que l’attachement influence l’alimentation.

## Troubles du comportement alimentaire (TCA)

### L'anorexie mentale
Selon le DSM-5, l’anorexie mentale est une restriction des apports énergétiques par rapport aux besoins conduisant ainsi à un poids significativement bas. Elle engendre une peur intense de prendre du poids et de devenir gros malgré une insuffisance pondérale. Elle mène aussi à une altération de la perception du poids ou de la forme de son propre corps (dysmorphophobie), une faible estime de soi (influencée excessivement par le poids ou la forme corporelle) et un manque de reconnaissance persistant de la gravité de la maigreur actuelle.
Il existe deux types d’anorexie mentale : l'anorexie mentale de type restrictif et l'anorexie mentale de type hyperphagique (ou purgatif).
L’anorexie mentale de type restrictif correspondant à une perte de poids au cours des 3 derniers mois. Cette perte de poids est essentiellement obtenue par le régime, le jeûne et/ou l’exercice physique excessif. 
L’anorexie mentale de type hyperphagique ou purgatif est rythmée par des périodes de restrictions alimentaires intenses en alternance à des crises d’hyperphagie durant lesquelles les patients mangent en grande quantité, et qui sont suivies de vomissements ou comportements purgatifs.

### La boulimie
Selon le DSM-5, la boulimie correspond à la survenue d’épisodes récurrents d’hyperphagie incontrôlée. L’hyperphagie incontrôlée consiste à absorber des aliments en grande quantité (de manière supérieure à la moyenne) et en peu de temps (par exemple en moins de deux heures). Elle est associée à une impression de perte de contrôle quant aux quantités ingérées ou à l’impossibilité de s’arrêter de manger.
La boulimie est caractérisée par un rapport pathologique à la nourriture. Contrairement à l’anorexie de type hyperphagique, la boulimie ne connaît pas de restriction alimentaire, et contrairement à l’hyperphagie, elle mène à l’adoption de comportements visant à éviter la prise de poids par le biais de vomissements provoqués, de prises de laxatifs ou de diurétiques, du jeûne ou d’exercices physiques excessifs. La fréquence moyenne de ces comportements est d’au moins une fois par semaine durant au moins trois mois.
Ce TCA renvoie à une estime de soi perturbée par la forme du corps et par le poids. C’est cette perception altérée qui mène le patient à adopter ces comportements alimentaires.

### L'hyperphagie
Selon le DSM-5, l’hyperphagie boulimique correspond à la survenue d’épisodes récurrents d’hyperphagie incontrôlée. L’hyperphagie incontrôlée consiste en l’absorption d’aliments largement supérieure à la moyenne et en peu de temps (par exemple en moins de deux heures). Elle est associée à une impression de perte de contrôle quant aux quantités ingérées ou à l’impossibilité de s’arrêter de manger. En général, l’hyperphagie boulimique mène à un surpoids ou une obésité. Les épisodes d’hyperphagie se produisent au moins une fois par semaine pendant au moins 3 mois consécutifs.
Ces épisodes sont associés à au moins trois des éléments suivants : 
- manger beaucoup plus rapidement que la normale.
- manger jusqu’à éprouver une sensation pénible de distension abdominale.
- manger de grandes quantités de nourriture en l’absence d’une sensation physique de faim.
- manger seul parce que l’on est gêné de la quantité de nourriture que l’on absorbe.
- se sentir dégoûté par soi-même, déprimé ou très coupable après avoir mangé.

Le trouble n’est pas associé à l’utilisation récurrente de comportements compensatoires inappropriés comme c’est le cas dans des épisodes de boulimie.

### TCA et émotions
Les TCA se caractérisent par un déficit dans la régulation des émotions et une souffrance psychique marquée. Ils sont une tentative de contrôle d’un affect négatif par la surrégulation ou la sous-régulation de ce dernier. Ainsi, ils sont directement liés à des épisodes dépressifs et les patients ont une difficulté à articuler leurs émotions négatives.
Les émotions primaires sont perçues comme néfastes et ne peuvent par conséquent être exprimées librement. Elles donnent lieu à des émotions secondaires négatives qui se projettent sur le corps dans une volonté de ne plus les ressentir. Ce sont ces émotions secondaires inadaptées qui sont à l’origine des TCA.  Elles viennent remplacer les émotions primaires (e.g., la peur) qui même négatives sont adaptées, innées et saines mais inexprimables.
Il est donc important de guider les patients afin qu’ils acceptent, ressentent et expriment ces émotions négatives, dans le but de remplacer les TCA par un comportement plus adapté. Les patients ont souvent un désir intense de perfection les menant à vouloir supprimer toutes émotions négatives. De la sorte, ils sont sujets à une voix interne autocritique qui a un impact direct sur leur estime de soi freinant le désir de guérison. Les TCA sont donc souvent associés à de l’alexithymie. Cette notion est définie par le dictionnaire Larousse comme “un déficit de verbalisation des émotions” dû à une difficulté à les identifier.

## Application de l'EFT pour les TCA
Les émotions provoquent un certain nombre de comportements automatiques. Elles auraient un objectif de communication essentiel à tout lien social. Alors, l’activation des schémas émotionnels inadaptés engendrerait un trouble social. L’EFT transforme ces schémas en augmentant la prise de conscience et l’expression des émotions, en apprenant à les réguler et en activant des émotions plus adaptatives. Une fois que les schémas inadaptés sont transformés, les symptômes psychologiques s’estompent et disparaissent petit à petit.
L'EFT peut être utilisée comme prise en charge des TCA, qu’il s’agisse de l’anorexie mentale, de la boulimie ou de l’hyperphagie. Pour rappel, l'EFT propose au patient de se concentrer sur les émotions primaires et d’abandonner les émotions secondaires à l’origine du trouble.
La thérapie s’organise en deux temps, :
Dans un premier temps, le patient doit réapprendre à écouter ses signaux physiologiques et à exprimer ses ressentis émotionnels. Alors, le thérapeute doit être à l’écoute des émotions du patient pour pouvoir les refléter, les symboliser et y mettre du sens. L’empathie du thérapeute est au centre de la relation patient-thérapeute car elle favorise la prise de conscience et l’acceptation des émotions primaires.
Dans un deuxième temps, les croyances sur les émotions primaires doivent être changées afin que le patient les tolère. Pour cela, le thérapeute prend en compte l’environnement initial du patient. Effectivement, les changements ne sont possibles que si le patient reste dans sa zone proximale de développement. Encore une fois, l’empathie du thérapeute est essentielle pour que le patient soit dans sa zone de confort et que les changements aient lieu plus facilement.
Une caractéristique essentielle des TCA repose sur l’autocritique (comme "une voix interne" qui dévalorise la personne). Ainsi, l’EFT propose de travailler sur cette critique interne et sur les processus d’auto-censure de ses sentiments grâce au travail sur chaises. Ce dispositif permet de lier l’expérience avec l’expression émotionnelle.

### Le dialogue des deux chaises
Durant le dialogue des deux chaises, le patient procède à une auto-évaluation en partageant les mots de sa "voix interne" sur une première chaise, puis il est invité à exprimer ses sentiments ressentis durant l’évocation de ses autocritiques sur une deuxième chaise,. Un exemple de message typiquement verbalisé pourrait être « tu es gros et laid et tu as besoin de perdre du poids ». Une fois avoir verbalisé ces critiques, la personne repasse sur la chaise qui représente le « moi vécu » et exprime l’impact émotionnel de ces critiques. 
Ce dispositif permet de rendre le dialogue interne saillant, de prendre conscience des sentiments qui en découlent et d’identifier les besoins liés à l’expérience émotionnelle,. Le patient ne subit plus passivement les autocritiques et prend conscience que ses pensées peuvent avoir un impact sur ses sentiments.
À noter qu’une partie d'auto-interruption est ajoutée au dialogue des deux chaises pour le traitement de la boulimie. Elle permet au patient d’identifier les moyens par lesquels il s’empêche de vivre et d’exprimer pleinement ses émotions, ou d’identifier et d’énoncer ses besoins. Le patient est invité à se placer sur la chaise qui est devant lui et qui représente maintenant la partie « auto-interruptive » du soi. Puis, il verbalise les messages qui l’empêche de ressentir des émotions à la chaise d’en face qui représente son « moi vécu ». Le patient peut apprendre, par exemple, qu’il s’empêche de ressentir de la colère, car celle-ci est effrayante, et donc cette auto-interruption l'incite à faire des excès de nourriture. Au cours des séances, le patient devient plus apte à s’autoriser à ressentir des émotions et à apprendre de celles-ci. Ainsi, il arrive à se fixer des objectifs plus sains, comme par exemple à manger plus sainement.

### Le dialogue de la chaise vide
Le dialogue de la chaise vide consiste à imaginer un dialogue avec une personne importante pour le patient. Les personnes ayant une valeur pour eux peuvent être parfois la source d’auto-critique. Ce dialogue vise alors à traiter les négligences, les abandons, les abus et les traumatismes causés par ces personnes signifiantes.
Dans ce travail, le patient se place sur la chaise qui est devant lui, et qui représente la personne signifiante dont les paroles ou actions ont eu un impact durable et vexant pour lui. Il verbalise les messages clés vexants évoqués par la personne signifiante. Le patient retourne ensuite sur la chaise d’origine qui représente le « moi vécu », et verbalise l’impact de ces messages touchants. Par exemple, le patient peut se sentir rejeté et peut exprimer de la douleur et de la colère envers sa mère qui la critique pour son poids. Le dialogue de la chaise vide aide le patient à exprimer les émotions et les besoins qui n’ont pas été satisfaits, et lui permet d’abandonner les sentiments non résolus en essayant de comprendre ou de pardonner la personne signifiante.

### L'EFT comme méthode complémentaire aux conseils diététiques
En 2013, une étude propose d’articuler l'EFT avec des sessions de conseils diététiques (pour le traitement de l'hyperphagie spécifiquement). Ces sessions incluent l’explication des facteurs biologiques et sociaux intervenant dans l’alimentation, et l’importance de pratiquer une activité physique pour réguler son poids sur le long terme. Les résultats de cette combinaison montrent une diminution des comportements problèmes et une amélioration de la qualité de vie des patients. Ces changements sont plus importants que ceux obtenus lorsque les deux méthodes sont utilisées séparément. Les auteurs en concluent qu’il est primordial de prendre en compte les émotions, et que des conseils diététiques seuls ne suffisent pas à une amélioration sur le long terme. En effet, cette thérapie permet de rompre le cercle vicieux qui existe entre des processus cognitivo-émotionnels défectueux.

## Controverses et perspectives

### Controverses
Les thérapies émotionnelles ne peuvent être étudiées qu'en prenant en compte l’aspect cognitif. C’est pour cela que l’approche voulant imposer les concepts d’émotion et de cognition indépendamment est obsolète. En revanche, un modèle thérapeutique comportemental et cognitif basé sur un paradigme émotionnel serait beaucoup plus justifié.
Ainsi, la théorie bi-mnésique est basée sur l’expérience émotionnelle directe. Elle explique le développement de nouvelles expériences dans les situations problématiques et la modulation des expériences existantes. Le patient est donc amené à travailler sur ses expériences émotionnelles. À ce titre, on peut parler plutôt de « psychothérapie expérientielle ». À ce jour, ce modèle n’a pas été testé sur les TCA mais il serait intéressant de le faire.
En outre, les études portant sur l'impact de l'attachement sur le métabolisme montrent que les personnes ayant un haut niveau d'évitement de l'attachement maintiennent des niveaux de glucose plus élevés. Or, rien ne prouve que ces personnes soient exceptionnellement plus sujettes que d’autres à des TCA. Ainsi, la quantité élevée de glucose de base associée à l'évitement de l'attachement, peut provenir simplement du stress lié à l'isolement social. Elle ne proviendrait donc pas des ressources personnelles dont chaque personne a besoin pour vivre. 
De plus, les recherches sur la théorie de l'attachement suggèrent que le type d’attachement (i.e., sécurisé ou non-sécurisé) se construit essentiellement durant la petite enfance, mais ne reste pas forcément stable au cours du temps. Ainsi, seule une approche multidimensionnelle serait suffisamment complexe pour produire des résultats significatifs en ce qui concerne le lien entre dépendance et pathologies. Les études menées sur le sujet doivent alors inclure des participants avec un attachement sécurisé afin de pouvoir les comparer aux participants qui ont un attachement non-sécurisé.  Ajoutons qu’une durée de traitement plus longue peut être nécessaire afin que des changements dans le style d'attachement se réalisent.

### Perspectives de recherche
Les recherches futures devraient inclure des échantillons avec des présentations cliniques autres que les TCA ou les troubles de la personnalité et devraient également inclure une variable culturelle afin de voir s'il existe des différences dans le taux d'attachement non-sécurisé entre les pays. Par exemple, les résultats d’une étude menée sur des italiens en situation d’obésité n’ont pas pu être généralisés car l’échantillon était trop ciblé. Une étude longitudinale avec d'autres échantillons serait préférable pour généraliser les résultats.
Enfin, elles devraient prendre en compte les facteurs modérateurs ou médiateurs comme l'alliance thérapeutique ou la cohésion de groupe afin de mieux comprendre les conditions ou mécanismes intervenant lors de la thérapie. En effet, les résultats obtenus après la thérapie peuvent provenir d'autres facteurs (e.g., de la relation entre le patient et le thérapeute). Des recherches futures qui tentent d'identifier l'alliance thérapeutique devront inclure plus de groupes de thérapeutes car on ne sait dans quelle mesure les résultats peuvent être généralisés.